# Воллер (Пенсільванія)
Воллер (англ. Waller) — переписна місцевість (CDP) в США, в окрузі Колумбія штату Пенсільванія. Населення — 45 осіб (2020).

## Географія
Воллер розташований за координатами 41°14′13″ пн. ш. 76°24′56″ зх. д. / 41.23694° пн. ш. 76.41556° зх. д. (41.237016, -76.415628).  За даними Бюро перепису населення США в 2010 році переписна місцевість мала площу 3,32 км², з яких 3,31 км² — суходіл та 0,00 км² — водойми.

## Демографія
Згідно з переписом 2010 року, у переписній місцевості мешкало 48 осіб у 20 домогосподарствах у складі 16 родин. Густота населення становила 14 осіб/км².  Було 28 помешкань (8/км²).
Расовий склад населення:
| - 100,0 % — білих |

До двох чи більше рас належало 0,0 %. Частка іспаномовних становила 0,0 % від усіх жителів.
За віковим діапазоном населення розподілялося таким чином: 14,6 % — особи молодші 18 років, 56,2 % — особи у віці 18—64 років, 29,2 % — особи у віці 65 років та старші. Медіана віку мешканця становила 53,0 року. На 100 осіб жіночої статі у переписній місцевості припадало 108,7 чоловіків;  на 100 жінок у віці від 18 років та старших — 95,2 чоловіків також старших 18 років.
Середній дохід на одне домашнє господарство  становив 63 639 доларів США (медіана — 70 000), а середній дохід на одну сім'ю — 72 514 долари (медіана — 76 250). За межею бідності перебувало 1,9 % осіб, у тому числі 0,0 % дітей у віці до 18 років та 0,0 % осіб у віці 65 років та старших.
Цивільне працевлаштоване населення становило 35 осіб. Основні галузі зайнятості: виробництво — 31,4 %, будівництво — 25,7 %, роздрібна торгівля — 22,9 %.